# پسران راکتی
پسران راکتی (کره‌ای: 라켓소년단; لاتین‌نویسی اصلاح‌شده: Rakes-sonyeondan) یک مجموعهٔ تلویزیونی کره جنوبی سال ۲۰۲۱ به کارگردانی چو یونگ کوانگ و نویسندگی جونگ بو هون است و کیم سانگ-کیونگ، اوه نا-را، تانگ جون-سانگ، سون سانگ-یون، چوی هیون ووک، کیم کانگ-هون، لی جه این، و لی جی وون در آن بازی کردند. این مجموعه رشد پسران و دختران شانزده ساله و چالش‌های باشگاه بدمینتون در مدرسهٔ آنها را به تصویر می‌کشد. این مجموعه از ۳۱ مه تا ۹ اوت ۲۰۲۱، روزهای دوشنبه و سه‌شنبه ساعت ۲۲:۰۰ (کی‌اس‌تی) از اس‌بی‌اس پخش شد. همچنین در سراسر جهان برای استریم در نتفلیکس در دسترس است.

## بازیگران

### اصلی
- کیم سانگ-کیونگ در نقش یو هیون جونگ[۵]
- اوه نا-را در نقش را یونگ جا[۶]
- تانگ جون-سانگ در نقش یون هه کانگ[۷]
- سون سانگ-یون در نقش بونگ یون دام[۸]
- چوی هیون ووک در نقش نا وو چان[۹]
- کیم کانگ-هون در نقش لی یون ته[۱۰]
- لی جه این در نقش هان سه یون[۱۱]
- لی جی وون در نقش لی هان سول[۱۲]